# Goniocorella dumosa
Espèce
Statut CITES
Goniocorella dumosa est une espèce de coraux appartenant à la famille des Caryophylliidae.